# Fukomys mechowi
Fukomys mechowi är en däggdjursart som först beskrevs av Peters 1881.  Fukomys mechowi ingår i släktet Fukomys och familjen mullvadsgnagare. IUCN kategoriserar arten globalt som livskraftig. Inga underarter finns listade i Catalogue of Life. Wilson & Reeder (2005) skiljer mellan två underarter.
Arten förekommer i centrala Afrika från södra Kongo-Brazzaville och södra Kongo-Kinshasa till Angola och Zambia. Den vistas i savanner, i buskskogar och i trädgrupper och besöker odlingsmark. Individerna bygger underjordiska tunnelsystem och de bildar kolonier som vanligen har upp till 20 medlemmar, ibland upp till 40.
Hannar är med en kroppslängd av 15,5 till 26 cm, en svanslängd av 2,3 till 3,1 cm (inklusive hår) och en vikt av 250 till 560 g större än honor. Honor blir 13,5 till 20,5 cm långa, har en 2,3 till 3,4 cm lång svans och väger 200 till 295 g. Arten har 3,1 till 3,8 cm långa bakfötter och saknar yttre öron. Pälsen är tät och ullig. Färgen på ovansidan ändrar sig under djurets liv från grå över gråbrun och brun till gulbrun. Undersidan är täckt av ljusbrun päls och på huvudets främre del finns oftast en större vit fläck. Kring nosen är pälsen rödbrun. Förutom styva hår på utsidan är händer och fötter nakna. Även på svansen finns styva hår. Honor har tre par spenar.
Boets djupaste delar ligger 60 till 160 cm under markytan. Förutom gångar och en kammare där individerna bo har tunnelsystemet särskilda avsnitt där avföring lämnas samt lagringsutrymmen. Födan består främst av rötter, rotfrukter och andra underjordiska växtdelar. I motsats till andra mullvadsgnagare kompletteras födan med några smådjur.
Inom kolonin bildas en hierarki med det dominanta föräldraparet i spetsen. Det är bara dessa två individer som fortplantar sig. Troligen kan honan ha flera kullar per år (upp till tre i fångenskap). Efter cirka 112 dagar dräktighet föds upp till fem ungar som är nakna och blinda. De öppnar sina ögon efter ungefär en vecka och börjar med fast föda efter cirka två veckor. Cirka efter 90 dagar slutar honan helt med digivning.
Mullvadssnoken och andra större ormar är gnagarens största fiender. Köttet används även som mat av regionens befolkning. Liksom mullvaden i Europa betraktas Fukomys mechowi som plåga när den gräver i odlad mark eller under gräsmattor.